# Luc-Albert Moreau
Luc-Albert Moreau (París, 9 de diciembre de 1882 - París, 29 de abril de 1948) fue un pintor y grabador francés. 

## Biografía
Estudió en la Académie Julian y la Académie de la Palette, en Montparnasse. Fue amigo de André Dunoyer de Segonzac y Jean-Louis Boussingault, gracias a los que se relacionó con el grupo postimpresionista Bande noire, aunque sin compartir totalmente sus postulados. Posteriormente fue miembro del Grupo de Puteaux, vinculado con el orfismo, una variante del cubismo.
Participó en la Primera Guerra Mundial, en la que fue herido, y que fue motivo de alguna de sus obras. Su producción destaca por su virtuosismo en el dibujo y un cromatismo atractivo, aunque de tonos algo apagados en ocasiones. Entre sus obras destacan Normanda (1925) y Boxeador fuera de combate (1927, ambas en el Centro Pompidou de París. También ilustró libros, como Amor venal de Francis Caro y Abierto por la noche de Paul Morand.